# Puchar Europy w narciarstwie dowolnym 2016/2017
Puchar Europy w narciarstwie dowolnym 2016/2017 rozpoczął się 26 listopada 2016 r. w Stubai w Austrii, a zakończył się 23 kwietnia 2017 r. w szwajcarskiej Silvaplanie.

## Konkurencje
- AE = skoki akrobatyczne
- MO = jazda po muldach
- DM = jazda po muldach podwójnych
- SX = skicross
- SS = slopestyle
- HP = halfpipe
- BA = big air

## Kalendarz i wyniki Pucharu Europy

### Mężczyźni
| Lp. | Data              | Miejsce                  | Dyscyplina    | 1. Miejsce                 | 2. Miejsce                     | 3. Miejsce                 |
| --- | ----------------- | ------------------------ | ------------- | -------------------------- | ------------------------------ | -------------------------- |
| 1.  | 26 listopada 2016 | Stubai                   | SS            | Antoine Adelisse           | Lukas Müllauer                 | Mees van Lierop            |
| 2.  | 27 listopada 2016 | Pitztal                  | SX            | Armin Niederer             | Tim Hronek                     | Siegmar Klotz              |
| 3.  | 1 grudnia 2016    | Ruka                     | AE            | Maksim Burow               | Stanisław Nikitin              | Olivier Rochon             |
| 4.  | 2 grudnia 2016    | Ruka                     | AE            | Maksim Burow               | Anton Kusznir                  | Maksim Huscik              |
| 5.  | 11 stycznia 2017  | Val Thorens              | SX            | Bryan Zooler               | Marius Heje Mæhle              | François Place             |
| 6.  | 12 stycznia 2017  | Val Thorens              | SX            | François Place             | Victor Sticko                  | Andrea Tonon               |
| 7.  | 20 stycznia 2017  | Sankt Anton am Arlberg   | BA            | Lukas Müllauer             | Lukas Schlickenrieder          | Joona Sipola               |
| 8.  | 21 stycznia 2017  | Sankt Anton am Arlberg   | SS            | Joona Sipola               | Lukas Müllauer                 | Fabian Kettner             |
| 9.  | 22 stycznia 2017  | Sankt Anton am Arlberg   | SS            | Carles Aguareles Loan      | Kilian Morone                  | Michael Rowlands           |
| 10. | 26 stycznia 2017  | Lenk                     | SX            | Jamie Prebble              | Timo Müller                    | Ian Deans                  |
| 11. | 27 stycznia 2017  | Lenk                     | SX            | Ryan Regez                 | Ian Deans                      | François Place             |
| 12. | 28 stycznia 2017  | Albiez                   | MO            | Jewgienij Giedrowicz       | Władisław Gusiew               | Thomas Gerken Schofield    |
| 13. | 29 stycznia 2017  | Albiez                   | DM            | Gaël Gaiddon               | Jewgienij Giedrowicz           | Thomas Gerken Schofield    |
| 14. | 1 lutego 2017     | Bardonecchia             | SX            | François Place             | Romain Mari                    | Johannes Conrad            |
| 15. | 2 lutego 2017     | Bardonecchia             | SX            | François Place             | Youri Duplessis Kergomard      | Andrea Tonon               |
| 16. | 9 lutego 2017     | Mińsk                    | AE            | Arciom Baszłakou           | Rusłan Katmanow                | Andrin Schädler            |
| 17. | 10 lutego 2017    | Mińsk                    | AE            | Arciom Baszłakou           | Rusłan Katmanow                | Pawieł Dzik                |
| 18. | 11 lutego 2017    | Mińsk                    | AE (mieszane) | Pawieł Dzik ( Białoruś II) | Arciom Baszłakou ( Białoruś I) | Ilja Harelik ( Kazachstan) |
| 19. | 11 lutego 2017    | Grasgehren               | SX            | Odwołano                   | Odwołano                       | Odwołano                   |
| 20. | 11 lutego 2017    | Gaißau                   | MO            | Oskar Elofsson             | Johannes Suikkari              | Thomas Gerken Schofield    |
| 21. | 12 lutego 2017    | Gaißau                   | MO            | Loke Nilsson               | Albin Holmgren                 | Thomas Gerken Schofield    |
| 22. | 16 lutego 2017    | Prato Leventino          | MO            | Andriej Ugłowski           | Anton Axellie                  | Władisław Gusiew           |
| 23. | 17 lutego 2017    | Prato Leventino          | DM            | Jewgienij Giedrowicz       | Albin Holmgren                 | Loke Nilsson               |
| 24. | 18 lutego 2017    | Prato Leventino          | DM            | Albin Holmgren             | Thomas Gerken Schofield        | Andriej Ugłowski           |
| 25. | 18 lutego 2017    | Bischofswiesen           | BA            | Vincent Veile              | Fabian Kettner                 | Samuel Baumgartner         |
| 26. | 18 lutego 2017    | Ebingen                  | SX            | Robert Winkler             | Youri Duplessis Kergomard      | Bryan Zooler               |
| 27. | 19 lutego 2017    | Ebingen                  | SX            | François Place             | Youri Duplessis Kergomard      | Robert Winkler             |
| 28. | 8 marca 2017      | Saint-François-Longchamp | SX            | Bastien Midol              | Marco Tomasi                   | Johannes Aujesky           |
| 29. | 9 marca 2017      | Saint-François-Longchamp | SX            | Odwołano                   | Odwołano                       | Odwołano                   |
| 30. | 10 marca 2017     | Vogel                    | SS            | Rasmus Dalberg Jørgensen   | Ian Rocca                      | Jonas Seiwald              |
| 31. | 11 marca 2017     | Vogel                    | SS            | Yuri Silvestri             | Kilian Morone                  | Vincent Veile              |
| 32. | 11 marca 2017     | Kungsberget              | MO            | Loke Nilsson               | Albin Holmgren                 | Anton Axellie              |
| 33. | 12 marca 2017     | Kungsberget              | DM            | Albin Holmgren             | Nicolas Messiez Poche          | Anton Axellie              |
| 34. | 17 marca 2017     | Pamporowo                | SS            | Oleg Gucz                  | Eirik Toraansen                | Henning Hansen Pytte       |
| 35. | 18 marca 2017     | Pamporowo                | SS            | Henning Hansen Pytte       | Yuri Silvestri                 | Eirik Toraansen            |
| 36. | 18 marca 2017     | Mora                     | SX            | Robert Winkler             | Johannes Aujesky               | Thomas Harasser            |
| 37. | 19 marca 2017     | Mora                     | SX            | Morgan Guipponi Barfety    | Johannes Aujesky               | Joos Berry                 |
| 38. | 19 marca 2017     | Jyväskylä                | MO            | Jussi Penttala             | Olli Penttala                  | Loke Nilsson               |
| 39. | 20 marca 2017     | Jyväskylä                | DM            | Jimi Salonen               | Topi Kanninen                  | Johannes Suikkari          |
| 40. | 25 marca 2017     | Airolo                   | AE            | Dimitri Isler              | Pawieł Dzik                    | Mischa Gasser              |
| 41. | 26 marca 2017     | Airolo                   | AE            | Noe Roth                   | Nicolas Gygax                  | Dimitri Isler              |
| 42. | 27 marca 2017     | Airolo                   | AE            | Nicolas Gygax              | Dzmitryj Mazurkiewicz          | Noe Roth                   |
| 43. | 27 marca 2017     | Airolo                   | AE (mieszane) | Stany Zjednoczone          | Szwajcaria I                   | Białoruś                   |
| 44. | 25 marca 2017     | Pec pod Sněžkou          | SS            | Elias Syrjä                | Joel Liimatainen               | Josef Kalenský             |
| 45. | 30 marca 2017     | Chiesa in Valmalenco     | AE            | Maksim Burow               | Dzmitryj Mazurkiewicz          | Noe Roth                   |
| 46. | 31 marca 2017     | Chiesa in Valmalenco     | AE            | Dzmitryj Mazurkiewicz      | Noe Roth                       | Bagłan Yngkärbek           |
| 47. | 30 marca 2017     | Livigno                  | SS            | Colin Wili                 | Kim Gubser                     | Florian Preuss             |
| 48. | 31 marca 2017     | Livigno                  | SS            | Colin Wili                 | Vincent Veile                  | Kuura Koivisto             |
| 49. | 20 kwietnia 2017  | Silvaplana               | HP            | Odwołano                   | Odwołano                       | Odwołano                   |
| 50. | 22 kwietnia 2017  | Silvaplana               | SS            | Luca Schuler               | Till Matti                     | Colin Wili                 |
| 51. | 23 kwietnia 2017  | Silvaplana               | BA            | Kai Mahler                 | Lukas Müllauer                 | Till Matti                 |

### Kobiety
| Lp. | Data              | Miejsce                  | Dyscyplina    | 1. Miejsce                       | 2. Miejsce                     | 3. Miejsce                |
| --- | ----------------- | ------------------------ | ------------- | -------------------------------- | ------------------------------ | ------------------------- |
| 1.  | 26 listopada 2016 | Stubai                   | SS            | Coline Ballet-Baz                | Lou Barin                      | Anastasija Tatalina       |
| 2.  | 27 listopada 2016 | Pitztal                  | SX            | Daniela Maier                    | Marielle Thompson              | Karolina Riemen-Żerebecka |
| 3.  | 1 grudnia 2016    | Ruka                     | AE            | Danielle Scott                   | Lubow Nikitina                 | Laura Peel                |
| 4.  | 2 grudnia 2016    | Ruka                     | AE            | Danielle Scott                   | Alaksandra Ramanouska          | Wieronika Korsunowa       |
| 5.  | 11 stycznia 2017  | Val Thorens              | SX            | Amélie Schneider                 | Lisa Andersson                 | Christina Staudinger      |
| 6.  | 12 stycznia 2017  | Val Thorens              | SX            | Lisa Andersson                   | Christina Staudinger           | Amélie Schneider          |
| 7.  | 20 stycznia 2017  | St. Anton                | BA            | Laura Wallner                    | Jennie-Lee Burmansson          | Lara Wolf                 |
| 8.  | 21 stycznia 2017  | St. Anton                | SS            | Laura Wallner                    | Sofia Tchernetsky              | Jennie-Lee Burmansson     |
| 9.  | 22 stycznia 2017  | St. Anton                | SS            | Jennie-Lee Burmansson            | Sofia Tchernetsky              | Lara Wolf                 |
| 10. | 26 stycznia 2017  | Lenk                     | SX            | Lisa Andersson                   | Sami Kennedy-Sim               | Reina Umehara             |
| 11. | 27 stycznia 2017  | Lenk                     | SX            | Lisa Andersson                   | Nina Kloe                      | Brittany Phelan           |
| 12. | 28 stycznia 2017  | Albiez                   | MO            | Kristine Gullachsen              | Leonie Gerken Schofield        | Ajaułym Amrienowa         |
| 13. | 29 stycznia 2017  | Albiez                   | DM            | Thea Wallberg                    | Ajaułym Amrienowa              | Makayla Gerken Schofield  |
| 14. | 1 lutego 2017     | Bardonecchia             | SX            | Amélie Schneider                 | Lisa Andersson                 | Alexandra Edebo           |
| 15. | 2 lutego 2017     | Bardonecchia             | SX            | Lisa Andersson                   | Abby McEwen                    | Alexandra Edebo           |
| 16. | 9 lutego 2017     | Mińsk                    | AE            | Carol Bouvard                    | Emma Weiβ                      | Sniażana Drabiankowa      |
| 17. | 10 lutego 2017    | Mińsk                    | AE            | Carol Bouvard                    | Emma Weiβ                      | Sniażana Drabiankowa      |
| 18. | 11 lutego 2017    | Mińsk                    | AE (mieszane) | Hanna Jausiejenka ( Białoruś II) | Ołeksandra Sznyp ( Białoruś I) | Emma Weiβ ( Kazachstan)   |
| 19. | 12 lutego 2017    | Grasgehren               | SX            | Odwołano                         | Odwołano                       | Odwołano                  |
| 20. | 11 lutego 2017    | Gaißau                   | MO            | Ajaułym Amrienowa                | Nora Lødøen                    | Makayla Gerken Schofield  |
| 21. | 12 lutego 2017    | Gaißau                   | MO            | Ajaułym Amrienowa                | Katharina Ramsauer             | Clara Mansson             |
| 22. | 16 lutego 2017    | Prato Leventino          | MO            | Ajaułym Amrienowa                | Kristine Gullachsen            | Mathilde Dournier         |
| 23. | 17 lutego 2017    | Prato Leventino          | DM            | Leonie Gerken Schofield          | Mathilde Dournier              | Thea Wallberg             |
| 24. | 18 lutego 2017    | Prato Leventino          | DM            | Makayla Gerken Schofield         | Clara Mansson                  | Thea Wallberg             |
| 25. | 18 lutego 2017    | Bischofswiesen           | BA            | Kea Deike Kühnel                 | Elisabeth Gram                 | Nina Schlickenrieder      |
| 26. | 18 lutego 2017    | Ebingen                  | SX            | Alexandra Edebo                  | Amélie Schneider               | Talina Gantenbein         |
| 27. | 19 lutego 2017    | Ebingen                  | SX            | Alexandra Edebo                  | Nicole Frei                    | Amélie Schneider          |
| 28. | 8 marca 2017      | Saint-François-Longchamp | SX            | Anna Wörner                      | Marielle Berger-Sabbatel       | Lisa Andersson            |
| 29. | 9 marca 2017      | Saint-François-Longchamp | SX            | Odwołano                         | Odwołano                       | Odwołano                  |
| 30. | 10 marca 2017     | Vogel                    | SS            | Elisabeth Gram                   | Sophia Insam                   | Anna Costacurta           |
| 31. | 11 marca 2017     | Vogel                    | SS            | Sophia Insam                     | Anna Costacurta                | Elisabeth Gram            |
| 32. | 11 marca 2017     | Kungsberget              | MO            | Frida Lundblad                   | Mathilde Dournier              | Riikka Voutilainen        |
| 33. | 12 marca 2017     | Kungsberget              | DM            | Frida Lundblad                   | Kristine Gullachsen            | Clara Mansson             |
| 34. | 17 marca 2017     | Pamporowo                | SS            | Odwołano                         | Odwołano                       | Odwołano                  |
| 35. | 18 marca 2017     | Pamporowo                | SS            | Odwołano                         | Odwołano                       | Odwołano                  |
| 36. | 18 marca 2017     | Mora                     | SX            | Lisa Andersson                   | Talina Gantenbein              | Alexandra Edebo           |
| 37. | 19 marca 2017     | Mora                     | SX            | Lisa Andersson                   | Alexandra Edebo                | Amélie Schneider          |
| 38. | 19 marca 2017     | Jyväskylä                | MO            | Frida Lundblad                   | Kristine Gullachsen            | Ajaułym Amrienowa         |
| 39. | 20 marca 2017     | Jyväskylä                | DM            | Thea Wallberg                    | Kristine Gullachsen            | Clara Mansson             |
| 40. | 25 marca 2017     | Airolo                   | AE            | Żanbota Ałdabergenowa            | Winter Vinecki                 | Olha Poluk                |
| 41. | 26 marca 2017     | Airolo                   | AE            | Żanbota Ałdabergenowa            | Olha Poluk                     | Akmarżan Kałmurzajewa     |
| 42. | 27 marca 2017     | Airolo                   | AE            | Żanbota Ałdabergenowa            | Olha Poluk                     | Tyra Izor                 |
| 43. | 27 marca 2017     | Airolo                   | AE (mieszane) | Stany Zjednoczone                | Szwajcaria I                   | Białoruś                  |
| 44. | 25 marca 2017     | Pec pod Sněžkou          | SS            | Natália Šlepecká                 | Kateryna Kocar                 | Barbora Nováková          |
| 45. | 30 marca 2017     | Chiesa in Valmalenco     | AE            | Lubow Nikitina                   | Aleksandra Orłowa              | Żanbota Ałdabergenowa     |
| 46. | 31 marca 2017     | Chiesa in Valmalenco     | AE            | Lubow Nikitina                   | Aleksandra Orłowa              | Żanbota Ałdabergenowa     |
| 47. | 30 marca 2017     | Livigno                  | SS            | Elisa Nakab                      | Nina Schlickenrieder           | Elisabeth Gram            |
| 48. | 31 marca 2017     | Livigno                  | SS            | Elisa Nakab                      | Nina Schlickenrieder           | Sophia Insam              |
| 49. | 20 kwietnia 2017  | Silvaplana               | HP            | Odwołano                         | Odwołano                       | Odwołano                  |
| 50. | 22 kwietnia 2017  | Silvaplana               | SS            | Sarah Höfflin                    | Justine Cuoq                   | Anni Kärävä               |
| 51. | 23 kwietnia 2017  | Silvaplana               | BA            | Sarah Höfflin                    | Justine Cuoq                   | Anni Kärävä               |

## Klasyfikacje

### Mężczyźni
| Lp. | Zawodnik                  | Punkty |
| --- | ------------------------- | ------ |
| 1.  | François Place            | 658    |
| 2.  | Youri Duplessis Kergomard | 482    |
| 3.  | Bryan Zooler              | 399    |
| 4.  | Johannes Aujesky          | 389    |
| 5.  | Sandro Siebenhofer        | 350    |
| 6.  | Morgan Guipponi Barfety   | 349    |
| 7.  | Robert Winkler            | 334    |
| 8.  | Erik Mobärg               | 316    |
| 9.  | Johannes Conrad           | 244    |
| 10. | Bastien Murith            | 217    |

| Lp. | Zawodnik                | Punkty |
| --- | ----------------------- | ------ |
| 1.  | Albin Holmgren          | 586    |
| 2.  | Loke Nilsson            | 526    |
| 3.  | Oskar Elofsson          | 456    |
| 4.  | Jewgienij Giedrowicz    | 438    |
| 5.  | Thomas Gerken Schofield | 434    |
| 6.  | Anton Axellie           | 428    |
| 7.  | Johannes Suikkari       | 387    |
| 8.  | Władisław Gusiew        | 312    |
| 9.  | Giacomo Papa            | 302    |
| 10. | Riku Voutilainen        | 299    |

| Lp. | Zawodnik              | Punkty |
| --- | --------------------- | ------ |
| 1.  | Noe Roth              | 497    |
| 2.  | Dzmitryj Mazurkiewicz | 456    |
| 3.  | Pawieł Dzik           | 385    |
| 4.  | Arciom Baszłakou      | 352    |
| 5.  | Maksim Burow          | 340    |
| 6.  | Pirmin Werner         | 290    |
| 7.  | Ilja Harelik          | 287    |
| 8.  | Nicolas Gygax         | 273    |
| 9.  | Dimitri Isler         | 252    |
| 10. | Darchan Muchamedżanow | 240    |

| Lp. | Zawodnik              | Punkty |
| --- | --------------------- | ------ |
| 1.  | Yuri Silvestri        | 282    |
| 2.  | Colin Wili            | 260    |
| 3.  | Jonas Seiwald         | 224    |
| 4.  | Kilian Morone         | 218    |
| 5.  | Lukas Müllauer        | 210    |
| 6.  | Vincent Veile         | 198    |
| 7.  | Samuel Baumgartner    | 196    |
| 8.  | Atte Laivola          | 181    |
| 9.  | Mees van Lierop       | 179    |
| 10. | Carles Aguareles Loan | 177    |

| Lp. | Zawodnik              | Punkty |
| --- | --------------------- | ------ |
| 1.  | Lukas Müllauer        | 180    |
| 2.  | Fabian Kettner        | 144    |
| 3.  | Manuel Pleifer        | 103    |
| 4.  | Kai Mahler            | 100    |
| 4.  | Vincent Veile         | 100    |
| 6.  | Samuel Baumgartner    | 98     |
| 7.  | Lukas Schlickenrieder | 96     |
| 8.  | Kim Gubser            | 90     |
| 9.  | Hannes Rudigier       | 74     |
| 10. | Kilian Morone         | 62     |

### Kobiety
| Lp. | Zawodnik          | Punkty |
| --- | ----------------- | ------ |
| 1.  | Lisa Andersson    | 820    |
| 2.  | Amélie Schneider  | 670    |
| 3.  | Talina Gantenbein | 579    |
| 4.  | Alexandra Edebo   | 569    |
| 5.  | Nicole Frei       | 433    |
| 6.  | Zoé Cheli         | 380    |
| 7.  | Laury Marullaz    | 264    |
| 8.  | Abby McEwen       | 244    |
| 9.  | Marie Mathey      | 229    |
| 10. | Nina Kloe         | 224    |

| Lp. | Zawodnik                 | Punkty |
| --- | ------------------------ | ------ |
| 1.  | Ajaułym Amrienowa        | 696    |
| 2.  | Kristine Gullachsen      | 551    |
| 3.  | Thea Wallberg            | 508    |
| 4.  | Clara Mansson            | 481    |
| 5.  | Katharina Ramsauer       | 444    |
| 6.  | Mathilde Dournier        | 432    |
| 7.  | Makayla Gerken Schofield | 414    |
| 8.  | Leonie Gerken Schofield  | 367    |
| 8.  | Riikka Voutilainen       | 367    |
| 10. | Frida Lundblad           | 350    |

| Lp. | Zawodnik              | Punkty |
| --- | --------------------- | ------ |
| 1.  | Żanbota Ałdabergenowa | 476    |
| 2.  | Olha Poluk            | 387    |
| 3.  | Carol Bouvard         | 374    |
| 4.  | Hanna Jausiejenka     | 357    |
| 5.  | Emma Weiβ             | 350    |
| 6.  | Lubow Nikitina        | 330    |
| 7.  | Akmarżan Kałmurzajewa | 253    |
| 8.  | Alexandra Bär         | 244    |
| 9.  | Aleksandra Orłowa     | 234    |
| 10. | Winter Vinecki        | 230    |
| 10. | Ajana Żołdas          | 230    |

| Lp. | Zawodnik              | Punkty |
| --- | --------------------- | ------ |
| 1.  | Elisabeth Gram        | 437    |
| 2.  | Elisa Nakab           | 395    |
| 3.  | Sophia Insam          | 351    |
| 4.  | Jennie-Lee Burmansson | 160    |
| 4.  | Nina Schlickenrieder  | 160    |
| 4.  | Sofia Tchernetsky     | 160    |
| 7.  | Anna Costacurta       | 140    |
| 7.  | Lara Wolf             | 140    |
| 9.  | Laura Wallner         | 132    |
| 10. | Coline Ballet-Baz     | 100    |
| 10. | Sarah Höfflin         | 100    |
| 10. | Natália Šlepecká      | 100    |

| Lp. | Zawodnik              | Punkty |
| --- | --------------------- | ------ |
| 1.  | Elisabeth Gram        | 180    |
| 2.  | Sarah Höfflin         | 100    |
| 2.  | Kea Deike Kühnel      | 100    |
| 2.  | Laura Wallner         | 100    |
| 5.  | Jennie-Lee Burmansson | 80     |
| 5.  | Justine Cuoq          | 80     |
| 7.  | Anni Kärävä           | 60     |
| 7.  | Nina Schlickenrieder  | 60     |
| 7.  | Lara Wolf             | 60     |
| 10. | Anna-Maria Wocher     | 50     |